# Мендзиблоце (Великопольське воєводство)
Мендзиблоце (пол. Międzybłocie) — село в Польщі, у гміні Злотув Злотовського повіту Великопольського воєводства.
Населення — 227 осіб (2011).
У 1975-1998 роках село належало до Пільського воєводства.

## Демографія
Демографічна структура станом на 31 березня 2011 року:
|          | Загалом | Допрацездатний вік | Працездатний вік | Постпрацездатний вік |
| -------- | ------- | ------------------ | ---------------- | -------------------- |
| Чоловіки | 111     | 25                 | 74               | 12                   |
| Жінки    | 116     | 24                 | 76               | 16                   |
| Разом    | 227     | 49                 | 150              | 28                   |